# Rendezvous Vector Protocol
 (mai 2023).
Si vous disposez d'ouvrages ou d'articles de référence ou si vous connaissez des sites web de qualité traitant du thème abordé ici, merci de compléter l'article en donnant les références utiles à sa vérifiabilité et en les liant à la section « Notes et références ».
 (mai 2023).
Rendezvous Vector Protocol (RVP) est un protocole d'échange par messagerie instantanée développé par Microsoft. Ce protocole était a priori[pas clair] utilisé dans Microsoft Exchange 2000 Server Instant Messaging.
Sun Microsystems JXTA, SIP, Freenet, I2P, et tous les protocoles qui impliquent généralement le Hole punching NAT, utilisent ce protocole.